# Cochas (Cajatambo)
Cochas es un caserío peruano ubicado en el distrito de Gorgor, perteneciente a la provincia de Cajatambo del departamento de Lima, al centro oeste del Perú. 

## Ubicación
Cochas se ubica al sur de la provincia de Cajatambo, en el distrito de Gorgor, en el departamento de Lima.

## Demografía
En 2017 Cochas tenía una población de 98 habitantes.
| Gráfica de evolución demográfica de Cochas entre 1993 y 2017 |
|                                                              |
| Fuentes: Población 1993 y 2017                               |